# Araneus axacus
Araneus axacus là một loài nhện trong họ Araneidae.
Loài này thuộc chi Araneus. Araneus axacus được Herbert Walter Levi miêu tả năm 1991.